# Міліція (Румунія)
Міліція (рум. miliția) — органи правопорядку Соціалістичної Республіки Румунія.

## Заснування та устрій
Міліцію засновано указом у січні 1949 року. Одночасно цим указом розпустили румунську поліцію та жандармерію, вважаючи їх «буржуазними» установами. Міліція входила у структуру Міністерства внутрішніх справ СРР, а безпосередній контроль над нею здійснювала владна Румунська робітнича партія. Її співробітники носили військові звання.
З початкових 35 000 членів 161 був випускником університету, водночас 9 600 закінчили не більше чотирьох класів школи, а 7 800 мали шість або сім класів освіти. Тим часом, починаючи з 1948 року, наявну поліцію почистили від заведених туди до 1945 року агентів Сигуранци, позбавивши волі понад 1000 осіб. Інформаторів не чіпали, зберігши їх на своїх місцях. До 1951 року 98% колишніх правоохоронців вигнали, ув'язнили або знищили. Румунська міліція наслідувала міліцію Радянського Союзу, який надіслав радника, від якого та одержувала ідеологічні настанови.
Цим же указом було засновано поліційну академію імені Александру Йоана Кузи, що стала Офіцерською школою міліції, яка набирала слухачів із-поміж робітників, військовослужбовців, міліціонерів або молодших співробітників міліції. Відбір ґрунтувався на рекомендаціях партійних босів. Потрібне було правильне класове походження та доведена відданість політиці партії. Проводився письмовий іспит, але ним можна було знехтувати за наявності відповідних зв'язків. Починаючи з 1950 року, в обласних школах міліції за чотири місяці готували молодших офіцерів. Звичайні міліціонери проходили двомісячне навчання. Їх набирала місцева міліція та партійні структури з числа звільнених у запас і робітників віком до 25 років, які пройшли військову службу.

## Репутація та еволюція
Молодші співробітники міліції часто в очах громадськості ставали об'єктами жартів. Неодноразово говорилося, що вони неосвічені, схильні до насильства та зловмисні. Міліціонери нерідко зловживали своєю владою, вимагаючи їжу, напої та інші блага. Вони знаходили або вигадували законні приводи для допиту громадян, у поводженні з якими ні в чому себе не стримували. Поряд із таємною поліцією Секурітате, міліція була головним інструментом контролю режиму над суспільством. Вона застосовувала жорстокі репресії, арешти, стеження, катування, ув'язнення; психологічний терор: утримування масової мережі інформаторів, координація системи диверсій та дезінформації, погрози, шантаж; тиск на господарсько-адміністративний державний апарат.
У перші роки міліція займалася видачею посвідчень особи з обов'язковим зазначенням місця проживання. До кінця 1952 року жодному міському жителю не можна було змінювати місце проживання без дозволу офіцера міліції. Дозвільна бюрократія полегшувала завдання міліції з нагляду за пересуванням людей, відстежування противників режиму та підготовки внутрішніх депортацій. За режиму Ніколає Чаушеску повноваження цього відомства поступово розширилися. Закон 1969 року поклав на неї обов'язки «боронити революційні здобутки народу та його мирну працю з побудови соціалізму»; надані повноваження стали знаряддям багатьох зловживань.
Указ 1970 року, посилений у 1976 році, надав міліції повноваження боротися з «соціальним паразитизмом», дозволивши її співробітникам затримувати або штрафувати людей, виявлених на вулиці в робочий час. Обома цими діями відкрито зловживали. Указ 1983 року вимагав реєстрації друкарських машинок, а 1985 року було вирішено посилити політику проти абортів, так що роль міліції в роки, які передували Румунській революції, зросла в суспільстві ще більше.
27 грудня 1989 року міліцію формально перетворено на стандартну поліцію (рум. Poliția). Однак через те, що її особовий склад залишався тим самим, у нової правоохоронної установи зберігалася і стара ментальність принаймні у перші десять років.

## Система звань
Вищий офіцерський склад: генерал-полковник (рум. General Colonel), генерал-лейтенант (рум. General Locotenent), генерал-майор (рум. General Major); старший офіцерський склад: полковник (рум. Colonel), підполковник (рум. Locotenent Colonel), майор (рум. Maior); молодший офіцерський склад: капітан (рум. Capitan), старший лейтенант (рум. Locotenent Maior), лейтенант (рум. Locotenent), молодший лейтенант (рум. Sub Locotenent), чотар-ад'ютант (рум. Plutonier Adjutant), старший чотар (рум. Plutonier Maior), чотар (рум. Plutonier); сержантський склад: старший сержант (рум. Sergent Major), сержант (рум. Sergent), міліціонер (рум. Milițistul)